# Patrick Vial
Patrick Lucien Vial  (ur. 24 grudnia 1946 w Paryżu) – francuski judoka. Brązowy medalista olimpijski z Montrealu.
Zawody w 1976 były jego drugimi igrzyskami olimpijskimi, debiutował cztery lata wcześniej (dziesiąte miejsce). Po medal sięgnął w wadze do 70 kilogramów. Był brązowym medalistą mistrzostw Europy w 1969. Triumfator igrzysk śródziemnomorskich w 1975. Zdobył szereg medali na mistrzostwach Francji, w tym czterokrotnie zostawał mistrzem kraju seniorów.